# Мизрахи-Тефахот банка
Мизрахи-Тефахот банка (хебр. בנק מזרחי טפחות) је трећа највећа банка у Израелу. Има око 140 филијала. Банка је највећа међу израелским хипотекарним зајмодавцима.
Извршни директор Банке Мизрахи-Тефахот од септембра 2020. године је Моше Лари, који је заменио Елдада Першера, извршног директора банке од 2014. године. Током Ларијевог времена, Банка Мизрахи је купила све акције Унион банке Израела, која је постала њихова подружница.

## Историја

### Доба британског мандата
Мизрахи банку је основао Светски Мизрахи покрет 1923. године, са циљем пружања финансијске помоћи и служења као финансијски инструмент за предузећа појединаца и институција које припадају Мизрахи организацији.
Поред тога, банци је поверена мисија да служи као национална јавна банка за целу јеврејску заједницу у Јишуву (дословно „јеврејско насеље у земљи Израела“).

### Држава Израел
Године 2004, с обзиром на трансформације и промене које су се догодиле у банкарском систему, укључујући завршетак спајања неколико хипотекарних банака са њиховим комерцијалним банкама, идеја о спајању унутар групе Банке Мизрахи постала је практична, а у јуну те године, управни одбор Банке Мизрахи одлучио је да предузме акцију спајања Банке Тефахот са и у Банку Мизрахи.
Године 2005, Уједињена банка Мизрахи и хипотекарна банка Тефахот су се спојиле, и од тада се банка зове „Мизрахи-Тефахот Банк Лтд.“ или „Мизрахи-Тефахот“.
Банку Мизрахи основао је 1923. године покрет Мизрахи, а касније се спојила са Банком Хапоел ХаМизрахи да би се формирала Банка Мизрахи ХаМеухад (Уједињена банка Мизрахи).
У новембру 2017. године, банка Мизрахи Техафот пристала је да купи Унион банку Израела за 400 милиона америчких долара, чиме је учврстила своју позицију треће највеће израелске банке.
Дана 12. фебруара 2020. године, банка Мизрахи-Тефахот је наведена у бази података од 112 компанија коју су саставиле Уједињене нације, а које су умешане у помагање унапређења израелских насељачких активности на Западној обали и Голанској висоравни,  активности која се сматра незаконитом према међународном праву.
Дана 5. јула 2021. године, највећи норвешки пензиони фонд KLP саопштио је да ће се продати из банке Мизрахи-Тефахот, заједно са 15 других пословних субјеката умешаних у извештај, због тога што су УН навеле да „банкарске и финансијске операције помажу у развоју, проширењу или одржавању насеља и њихових активности“ на окупираним територијама.

## Подружнице
- Етгар - Управљање инвестиционим портфолијима управља инвестиционим портфолијима од 1987. године.

- Мизрахи-Тефахот Траст Компанија - повереничка компанија у потпуном власништву и под контролом банке, што омогућава интеграцију траст услуга са укупним банкарским услугама банке.

- Тафахот Осигуравајућа агенција - пружа хипотекарно осигурање (осигурање живота и структуре) клијентима који узимају хипотеке преко банке.